# Pomornik-klassen
Pomornik-klassen (NATO-rapporteringsnavn), er et er en klasse af landgangsfartøjer konstrueret som luftpudefartøjer af et sovjetisk design. Den russiske betegnelse er Projekt 1232.2 eller Zubr-klassen) Klassen var i 2008 verdens største luftpudefartøj. I alt er der syv skibe i aktiv tjeneste tilbage i verden. Pomornik-klassen er brugt af Ruslands flåde, Ukraines flåde og Grækenlands flåde. Overførslen af Kefalonia (L180), den første af to fartøjer i klassen, til Grækenland, var den første gang at et russiskproduceret fartøj blev solgt til et NATO-land.
Klassen er designet til at transportere landmilitære angrebsstyrker (såsom marineinfanteri eller kampvogne) frem til en landgangszone i et område hvor der ikke er lavet faciliteter til at losse konventionelle skibe eller ikke egner sig til normale landgangsfartøjer, såvel som minelægningsoperationer.

## Konstruktion
Klassens styrke og opdrift er skabt ved at bruge en stor ponton i midten af fartøjernes skrog, under lastrummet. Overbygningen, bygget oven på pontonen, er delt op i tre sektioner adskilt af vandtætte skotter vinkelret på sejretningen; Lastsektionen findes midterst udrustet med ramper til køretøjer mens de to yderligere sektioner indeholder fremdrivningssystemerne, underbringelse til soldater, mandskabets områder samt CBRN-udstyret. Underbringelsesområdet samt mandskabets områder er udstyret med klimaanlæg. Områderne er desuden konstrueret af støj- og varmeisolerende samt vibrationsdæmpende materialer.
Personellet er beskyttet mod masseødelæggelsesvåben med lufttætte citadeller, gasmasker og beskyttelsesdragter. Fartøjerne er desuden beskyttet mod miner på grund af luftpuden, som betyder at skibet har en minimal magnetisk signatur i vandet. Operationsrummet er pansret med et legeret panser.

## Kapacitet
Pomornik-klassen har et lastområde på 400 kvadratmeter og en brændstofbeholdning på 56 tons. Fartøjerne er i stand til at medbringe tre kampvogne (op til 131 ton) eller 10 pansrede mandskabsvogne og 140 soldater eller op til 500 soldater (med 360 mand i lastrummet). Fuldt lastet er fartøjerne i stand til at overkomme hældninger på op til 5 grader på kyster og murværk på op til 1,6 meter. Klassen er i stand til at sejle i forhold op til Sea State 4 og har en forlægningshastighed på 30-40 knob.

## Salg til Kina
Kinas flåde har købt et antal fartøjer i klassen, blandt andet to fartøjer bygget i Ukraine samt alle fire græske fartøjer. Yderligere to er under konstruktion i Kina under vejledning af ukrainske teknikere.

## Skibe i klassen
| Pnt. | Navn                           | Indgået            | Skæbne                                                   | Kaldesignal |
| ---- | ------------------------------ | ------------------ | -------------------------------------------------------- | ----------- |
| 770  | Jevgenij Kotjesjov (ex-MDK-50) | 30. september 1990 | I tjeneste ved Østersøflåden                             | -           |
|      | MDK-51                         | 10. september 1988 | Skrottet                                                 | -           |
|      | MDK-57                         | 30. december 1998  | Skrottet                                                 | -           |
| U424 | Artemivsk (ex-MDK-93)          | 30. december 1991  | Overført til Ukraine, udfaset 2000                       | -           |
| 782  | Mordovija (ex-MDK-94)          | 15. september 1991 | I tjeneste ved Østersøflåden                             | -           |
| U420 | Donetsk (ex-MDK-100)           | 26. juni 1993      | Overført til Ukraine, udfaset 2008                       | -           |
| L180 | ex-Kefallinia (ex-MDK-118)     | 29. august 1994    | Solgt til Grækenland i 2001, videresolgt til Kina i 2014 | -           |
|      | MDK-119                        | -                  | Aldrig færdigbygget - skrottet 2005                      | -           |
|      | MDK-120                        | -                  | Aldrig færdigbygget - skrottet 2005                      | -           |
|      | MDK-122                        | 2. januar 1990     | Skrottet                                                 | -           |
|      | MDK-123                        | 30. december 1989  | Skrottet                                                 | -           |
| L181 | ex-Ithaki                      | 3. februar 2001    | Bygget til Grækenland, solgt til Kina i 2014             | -           |
| L182 | ex-Kerkira                     | 28. maj 2001       | Bygget til Grækenland, solgt til Kina i 2014             | -           |
| L183 | ex-Zakinthos                   | 25. juli 2004      | Bygget til Grækenland, solgt til Kina i 2014             | -           |
|      |                                |                    | Bygget i Ukraine til Kina                                | -           |
|      |                                |                    | Bygget i Ukraine til Kina                                | -           |
|      |                                |                    | Under konstruktion i Kina                                | -           |
|      |                                |                    | Under konstruktion i Kina                                | -           |

## Eksterne links
- Wikimedia Commons har flere filer relateret til Pomornik-klassen
- Youtube.com: ZUBR Besøgt 27. juli 2011 (russisk)
- naval-technology.com: ZUBR-class Besøgt 27. juni 2011 (engelsk)
- hellenicnavy.gr: Hellenic forces amphibious command, history Arkiveret 22. marts 2009 hos  Wayback Machine Besøgt 27. juni 2011 (engelsk)
- hellenicnavy.gr: Hellenic forces amphibious command, leadership Arkiveret 9. marts 2009 hos  Wayback Machine Besøgt 27. juni 2011 (engelsk)
- All Zubr class LCAC – Complete Ship List Besøgt 27. juni 2011 (engelsk)